# Sucá
Sucá é uma espécie de cabana, construída pelos judeus durante a festa de Sucot. Representa a confiança do judeu em Deus, a 
presença divina no deserto, através das nuvens da glória, e o tipo de moradia adotado pelos judeus no deserto.

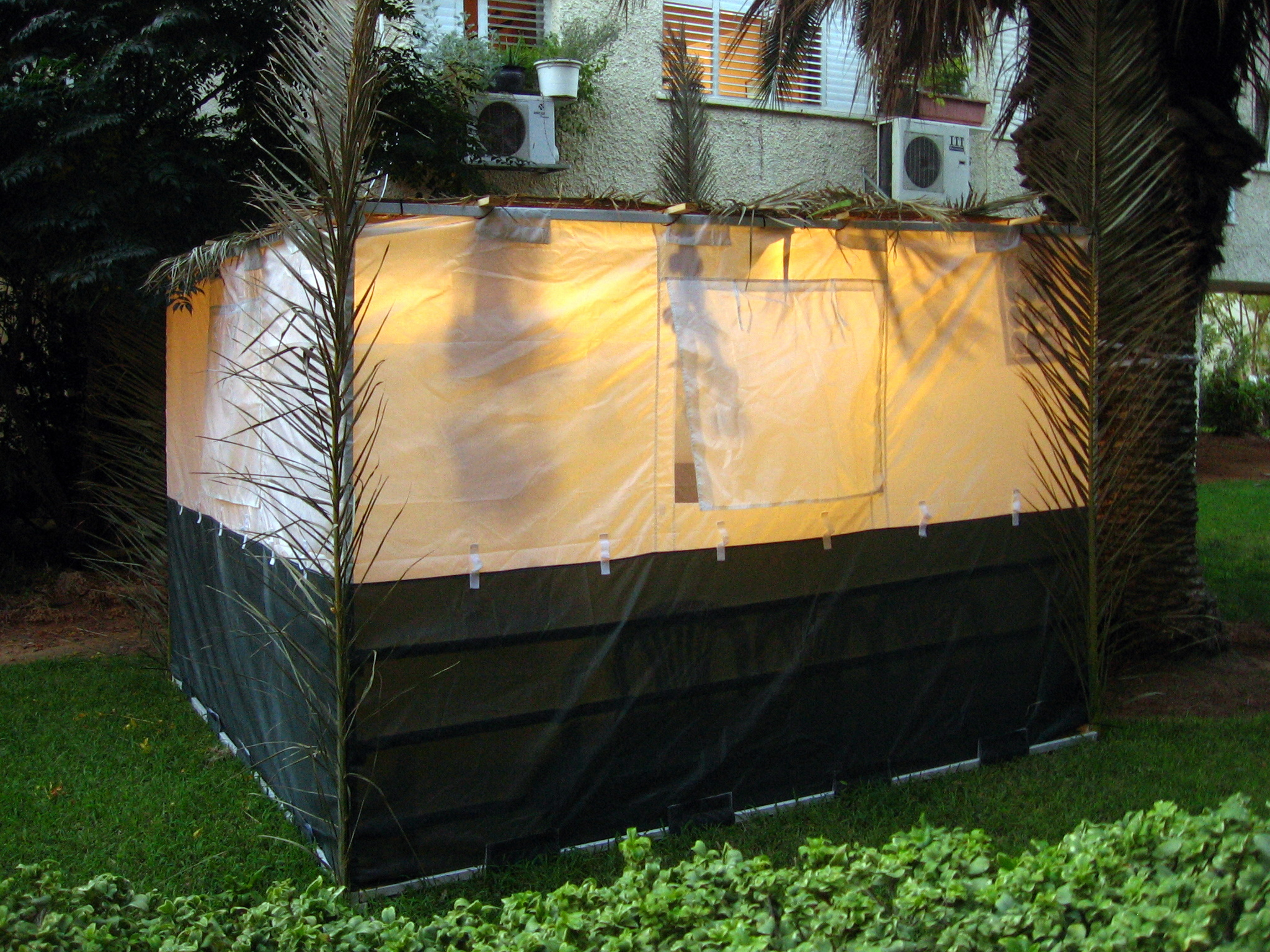
Sucá em Herzliya, Israel.

## Ushpizin
Durante a festa, alguns fiéis recitam a oração dos ushpizin, que simboliza o acolhimento dado aos sete  "excelsos convidados",  na sucá. Esses ushpizin ('convidados') representam os sete pastores de Israel: Abraão, Isaque, Jacó, Moisés, Arão, José e Davi. Segundo a tradição, a cada noite, um convidado diferente entra na sucá, seguido dos outros seis. Cada um dos ushpizin é equivalente ao foco espiritual do dia da visita. 
Na tradição Chabad, um conjunto adicional de ushpizin chassídicos entra na sucá, começando por Baal Shem Tov e Maguid de Mezeritch, os quais são seguidos pelos  consecutivos rebbes da dinastia hassídica de Chabad.